# Кудер, Огюст
Луи-Шарль-Огюст Кудер (фр. Louis-Charles-Auguste Couder; 1 апреля 1790, Париж — 21 июля 1873, там же) — французский художник. Академик. Представитель ампира и романтизма.

## Биография
Ученик Жана-Батиста Реньо и Жака-Луи Давида.
С 1839 года — член Французской академии изящных искусств. Офицер Ордена Почётного легиона.
Похоронен на кладбище Пер-Лашез в Париже.
Был трижды женат.

## Творчество
Последователь стиля романтизм, писавший на исторические и мифологические сюжеты. Автор труда «Рассуждения о нравственных задачах изящных искусств» (1867).

## Некоторые работы

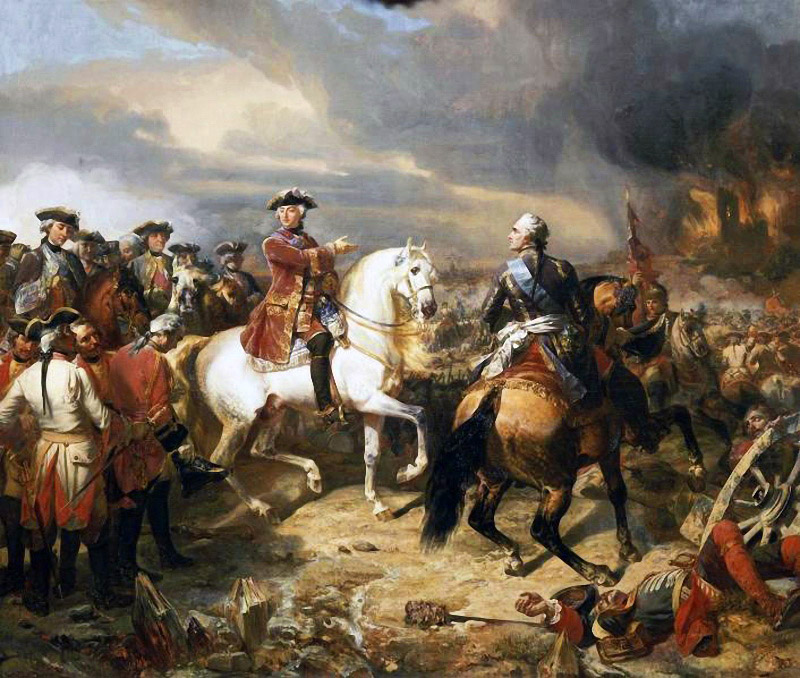
Битва при Лауфельде в 1747 году
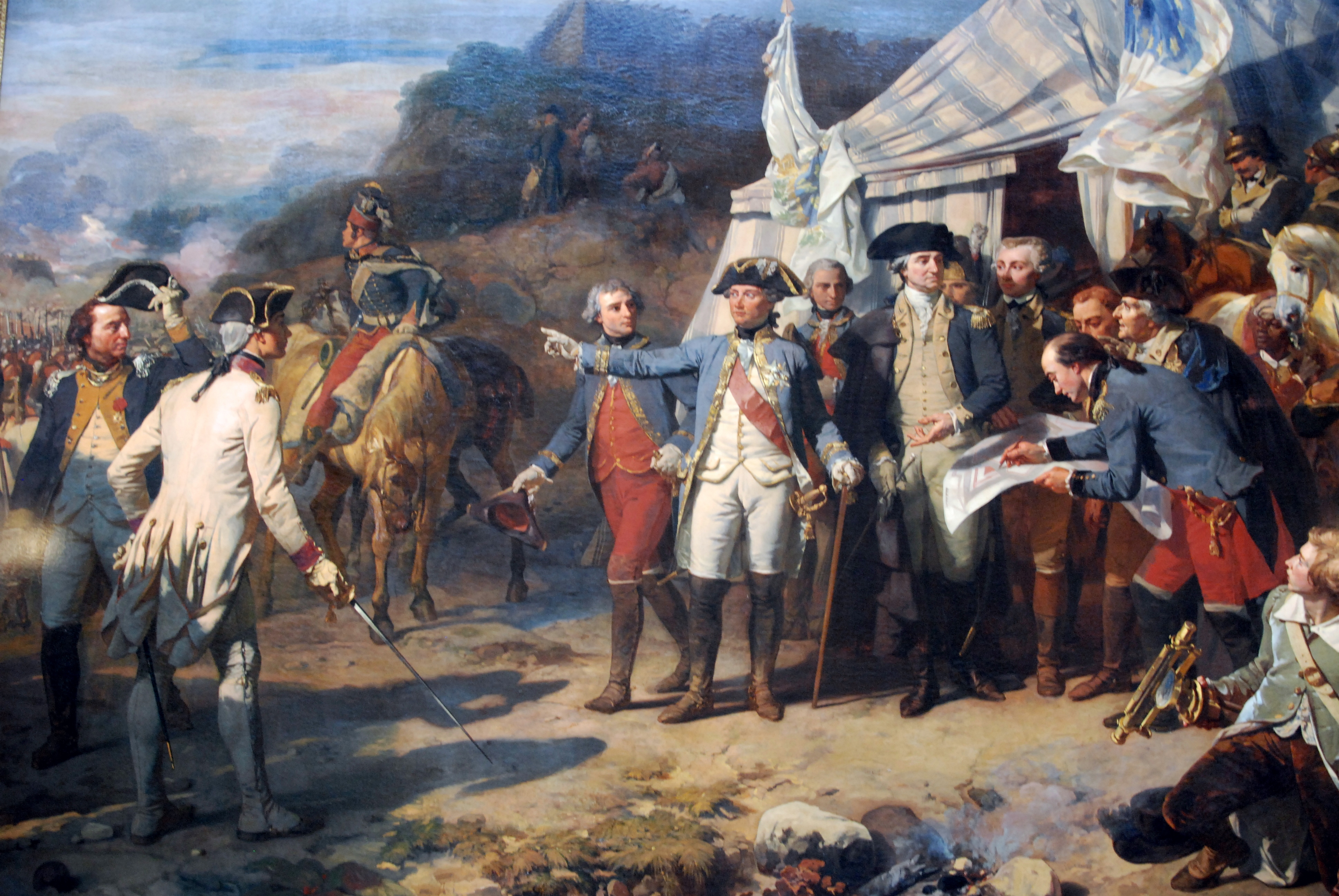
Осада Йорктауна в  1781 году.
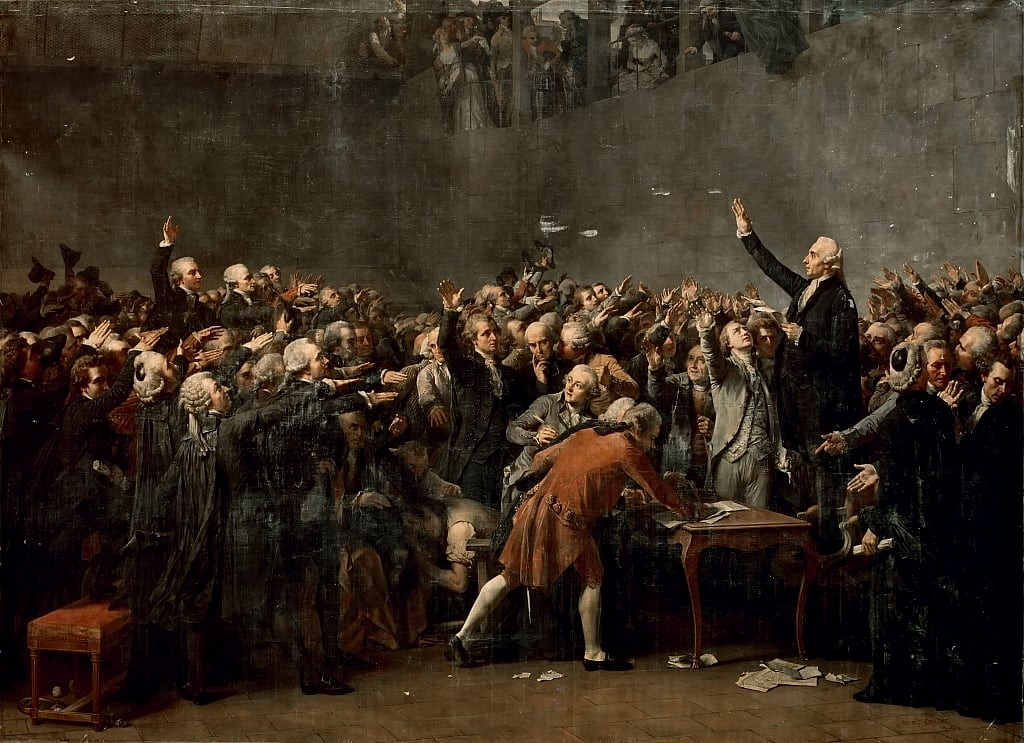
Генеральные штаты 1789 года.
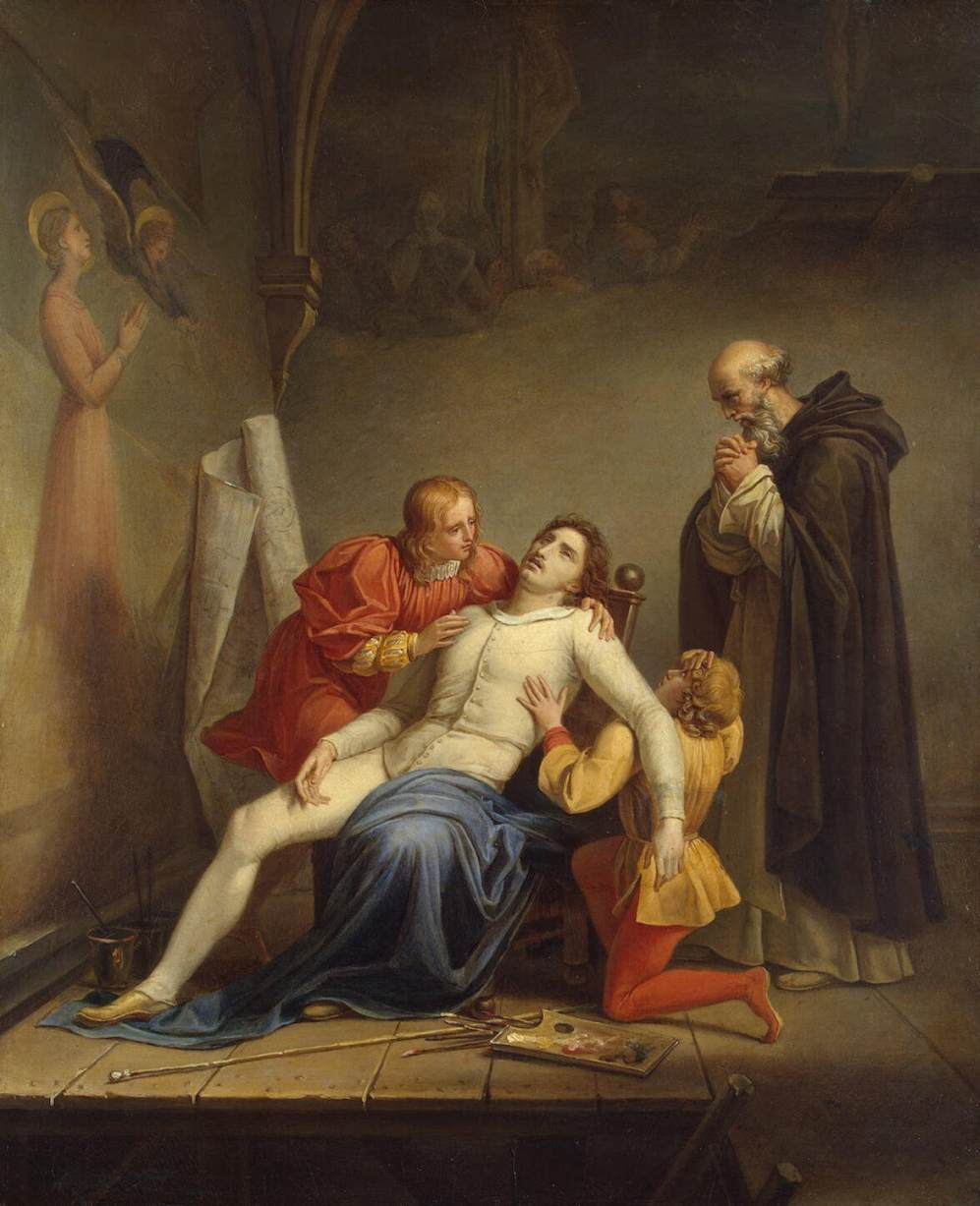
Смерть художника Мазаччо.
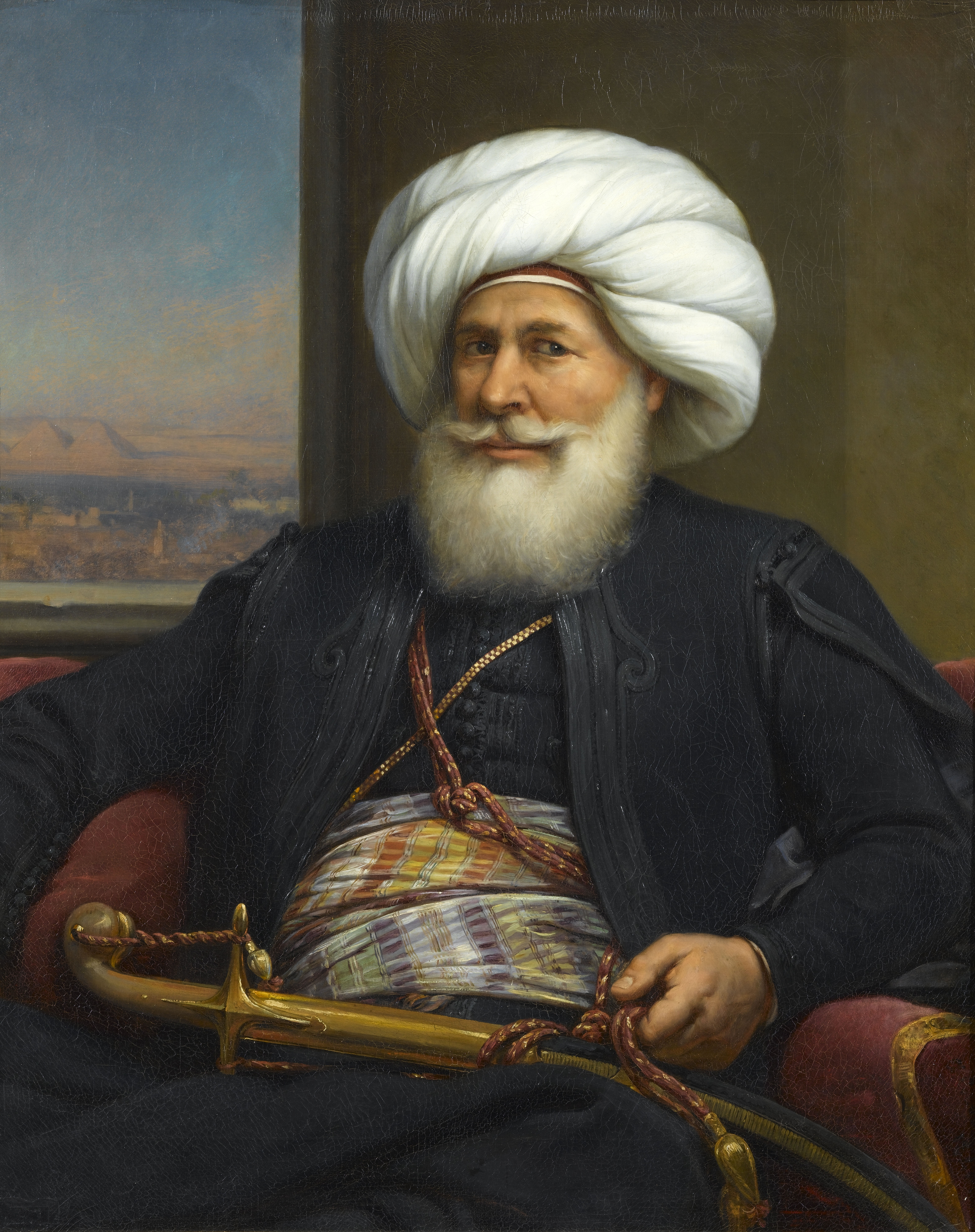
Мухаммед Али Египетский.
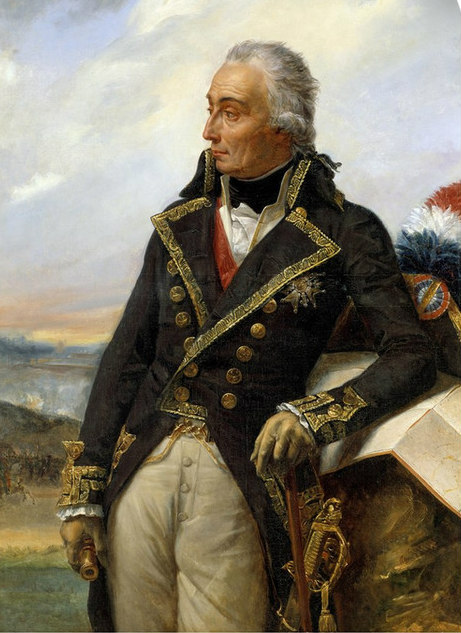
Маршал Франции Николя Люкнер.
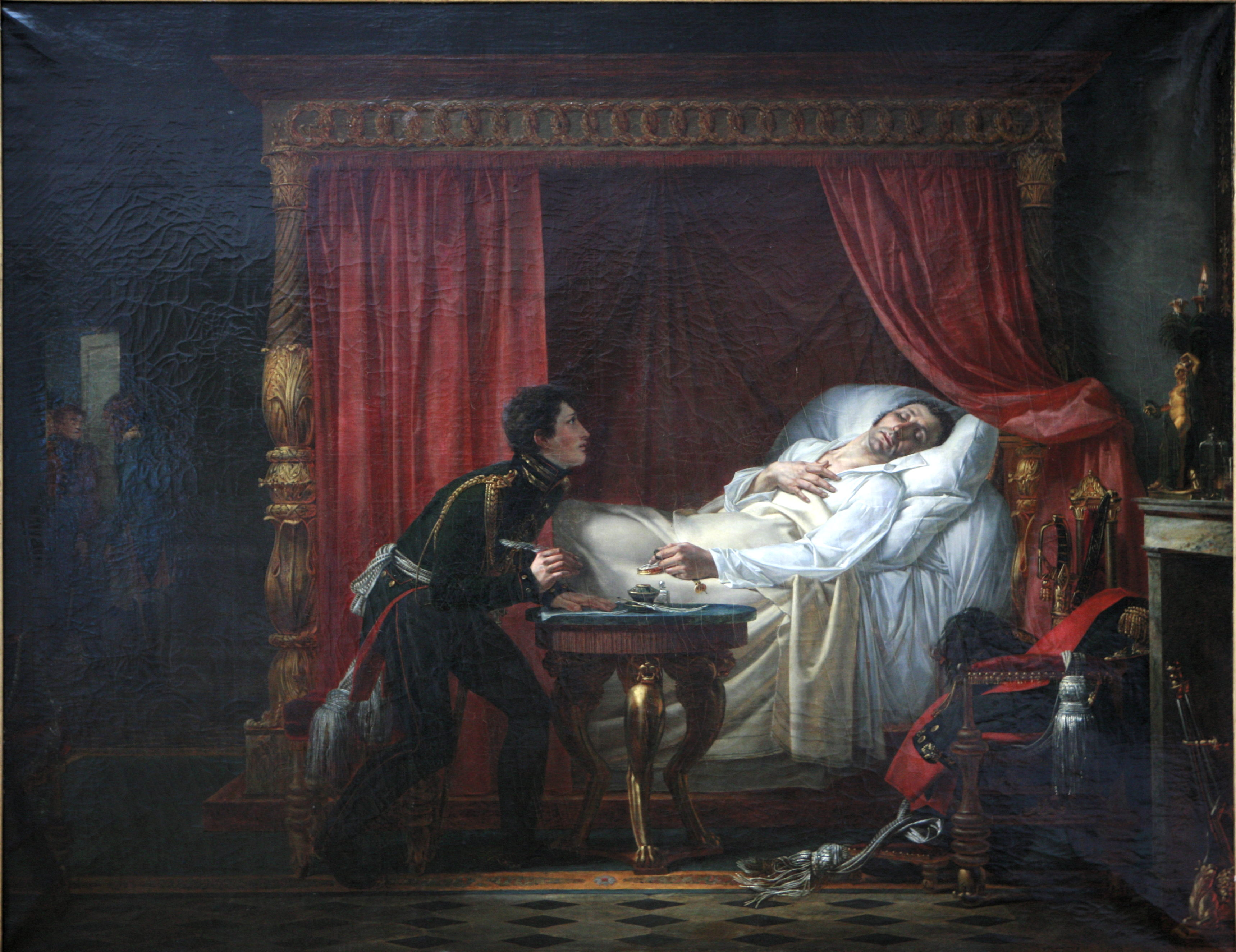
Смерть генерала Моро.
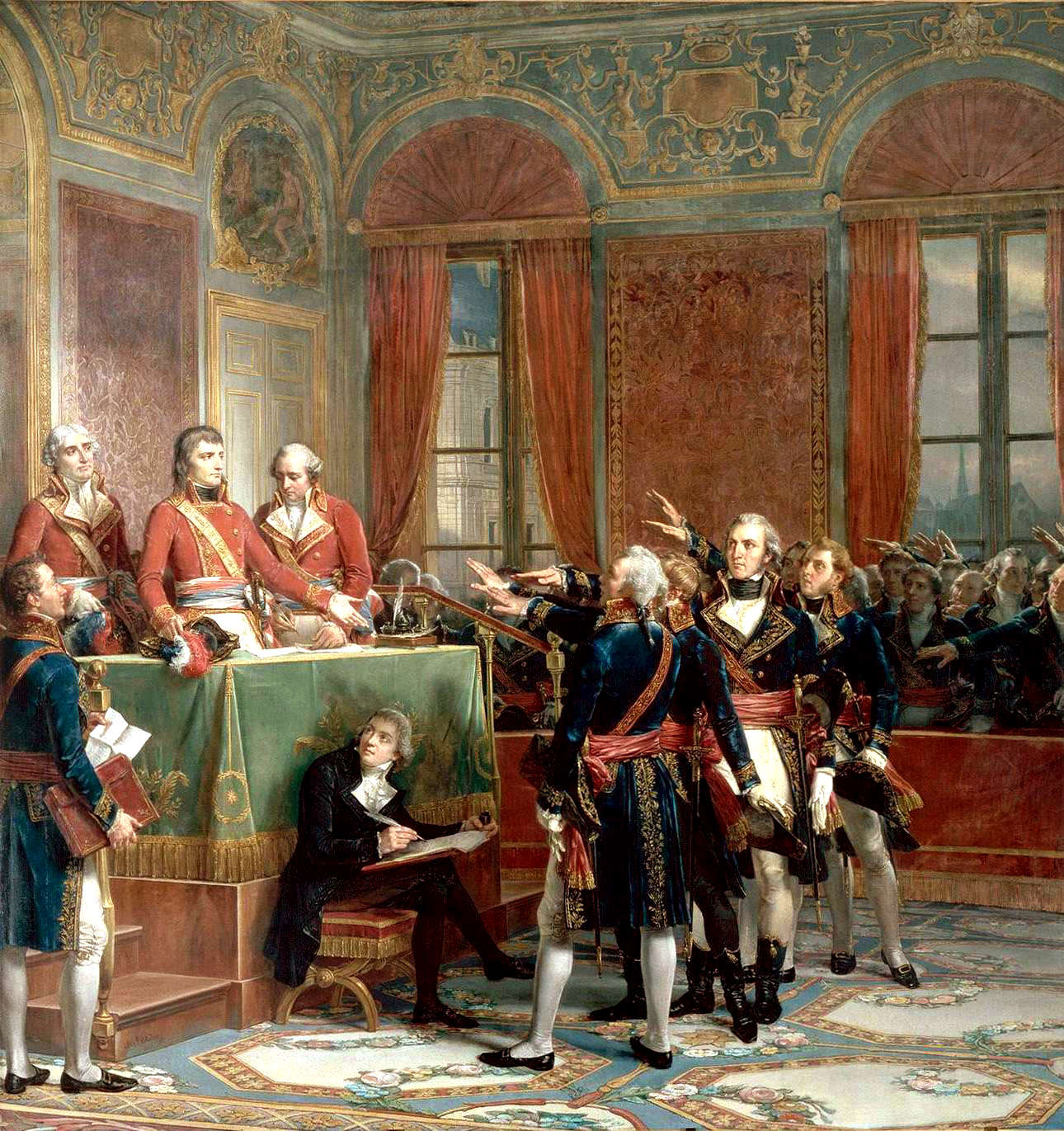
Инаугурация консулов (первый консул - генерал Бонапарт).
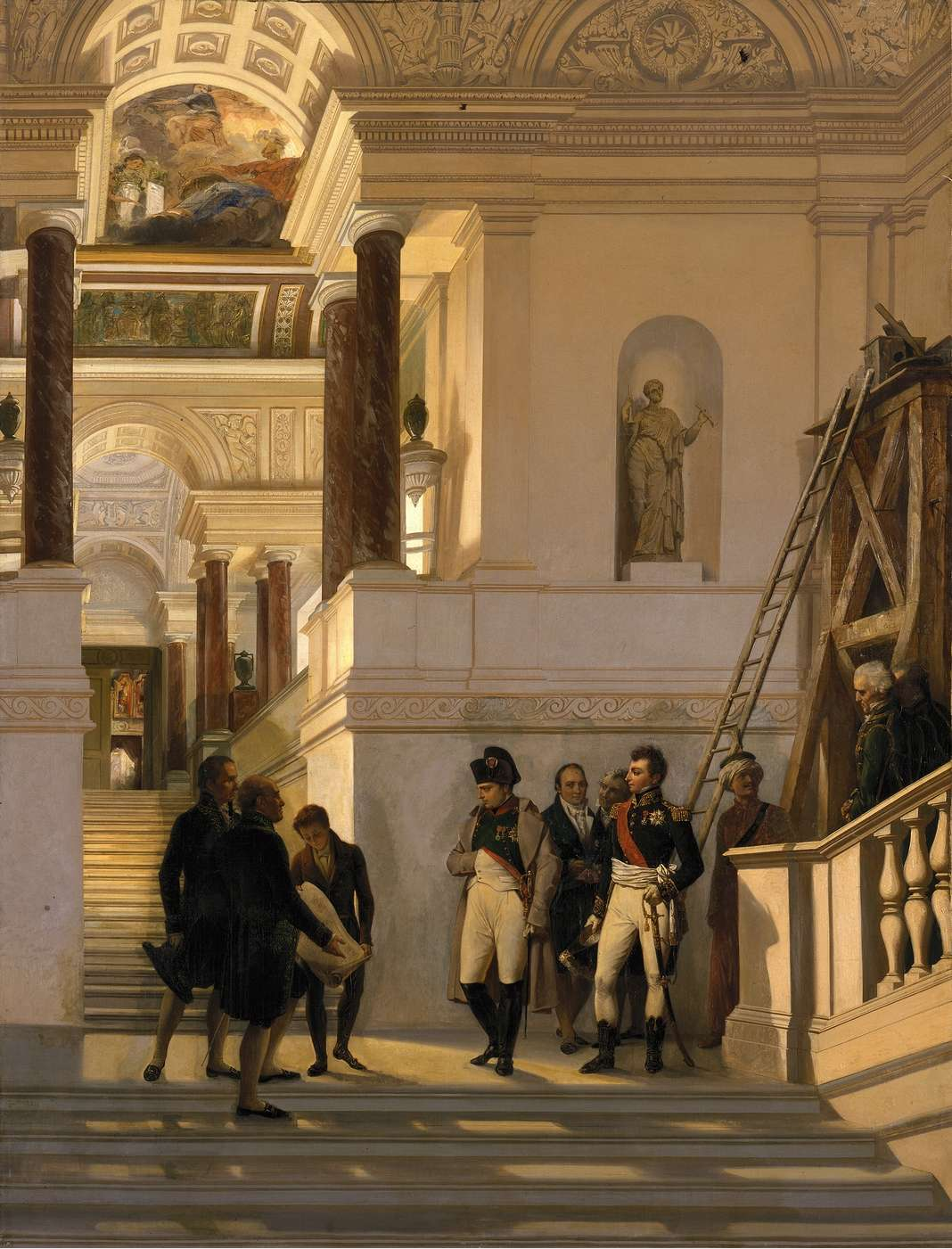
Наполеон в Лувре.